# Irritantia
Irritantia zijn verbindingen die bij lage concentratie onmiddellijk een prikkelende werking uitoefenen op ogen, ademhalingswegen of de huid. De effecten zijn weer snel verdwenen als de blootstelling ophoudt. De werkzame dosis ligt ver onder de dodelijke dosis, zodat bij normaal gebruik in de open lucht geen dodelijke effecten te verwachten zijn. Tot de irritantia behoren de traangassen CN en CS die door de politie in veel landen worden toegepast bij rellen. Ook zijn ze door de Amerikanen gebruikt in de Vietnamoorlog.